# فرانسيسكو ترينالدو
فرانسيسكو ترينالدو (بالبرتغالية: Francisco Trinaldo؛ مواليد 24 أغسطس 1978) هو مُقاتل فنون قتالية مختلطة برازيلي.

## وصلات خارجية
- فرانسيسكو ترينالدو على موقع يو إف سي (الإنجليزية)
- فرانسيسكو ترينالدو على موقع شيردوغ (الإنجليزية)
- فرانسيسكو ترينالدو على موقع Tapology.com (الإنجليزية)
- فرانسيسكو ترينالدو على موقع IMDb (الإنجليزية)
- فرانسيسكو ترينالدو على موقع قاعدة بيانات الفيلم (الإنجليزية)